# Filip Matwiejczuk
Filip Matwiejczuk (ur. 1996 w Mrągowie) – poeta, dramaturg, redaktor i krytyk literacki.

## Życiorys
Studiował polonistykę na Uniwersytecie Jagiellońskim. Był członkiem zespołu redakcyjnego pisma „Papier w Dole”. Publikował w magazynach „Kontent”, „Wizje”, „Notatnik Literacki”, „Dwutygodnik”, „Stoner Polski”, „Mały Format”, „8. Arkusz Odry" i „Nowa Orgia Myśli”. Wydał dwa tomy poezji. Jego dramat Pleśń i keczup został opublikowany w „Dialogu”. W 2024 opublikowany w katalogu wydawniczym Instytutu Książki New Books From Poland. Jego teksty były tłumaczone na język ukraiński, rosyjski, angielski i szwedzki. Współtworzył duet noisowy Nudy. Mieszka w Warszawie.

## Książki poetyckie
- Różaglon (wyd. Kontent, 2020)[6]
- Pasożyt (wyd. Kontent, 2023)[7]

## Wyróżnienia
- Nagroda Krakowa Miasta Literatury UNESCO (2020)[1],
- wyróżnienie w Ogólnopolskiej Nagrodzie im. Kazimiery Iłłakowiczówny za Różaglon (2020)[8],
- III miejsce w Ogólnopolskim Konkursie Literackim „Złoty Środek Poezji” za Różaglon (2021)[8].